# Bé cultural d'interès nacional
|  | No s'ha de confondre amb Bé nacional. |

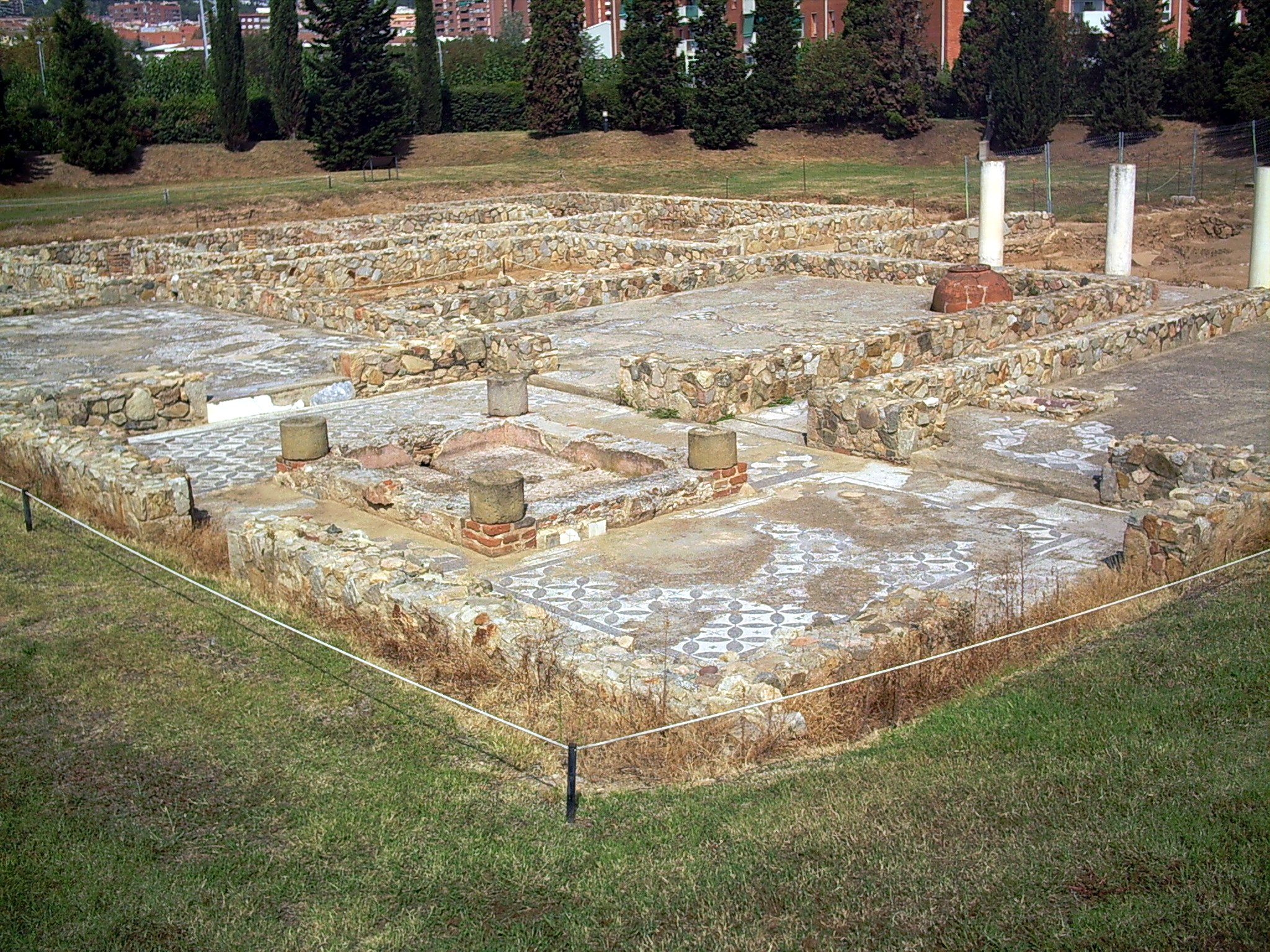
Vil·la romana de Torre Llauder, a Mataró, un BCIN zona arqueològica.

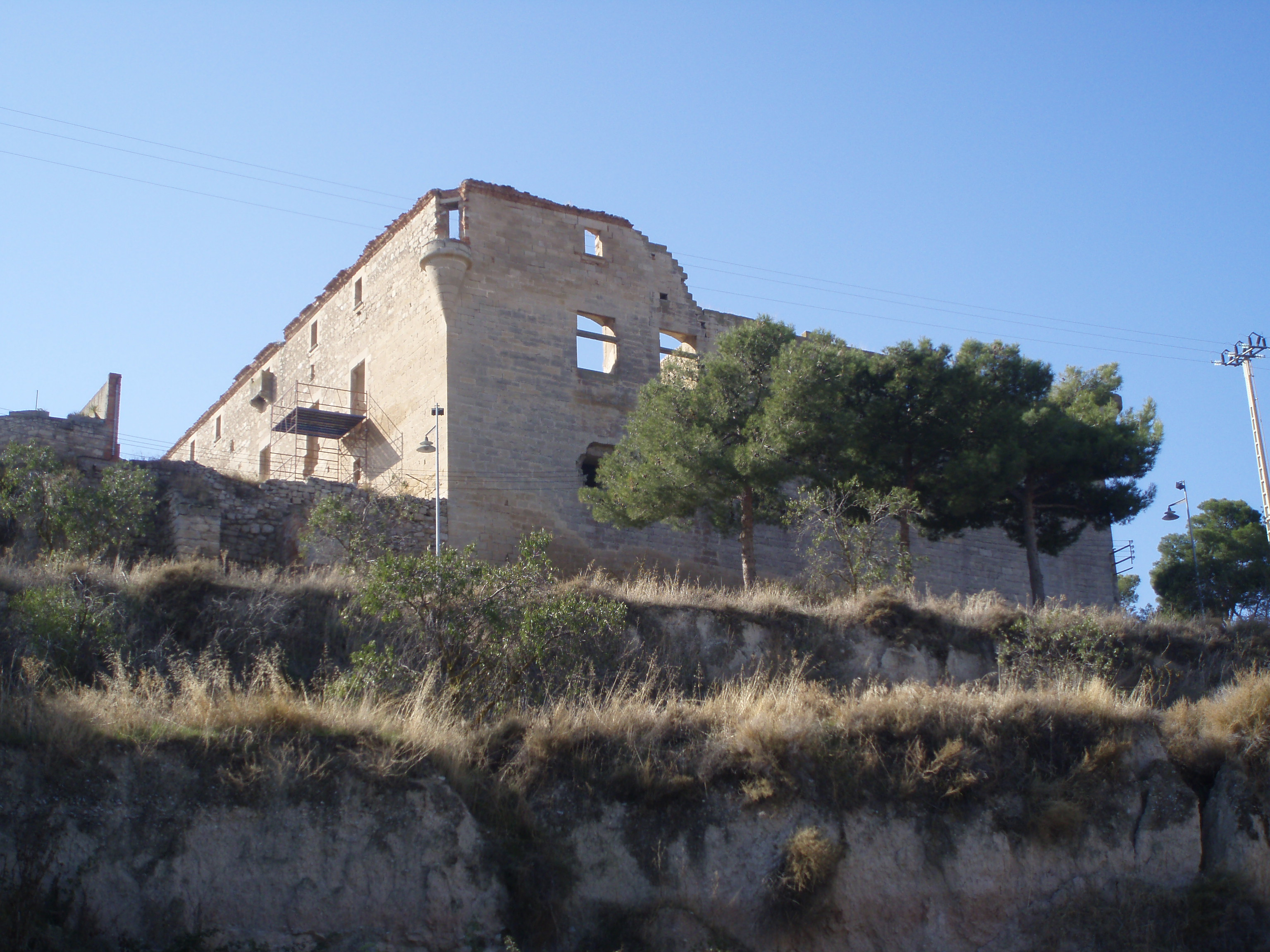
Castell de Maldà a l'Urgell, un BCIN monument històric

Un bé cultural d'interès nacional (abreviat BCIN) és una categoria de protecció legal dels béns més rellevants del patrimoni cultural català, tant mobles com immobles o immaterials, atorgada per l'Administració de la Generalitat, que l'ha d'inscriure al Registre de Béns Culturals d'Interès Nacional. Constitueix la categoria superior de protecció, les altres dues són el bé cultural d'interès local (BCIL) i l'espai de protecció arqueològica (EPA).

## Classificació
Segons la llei, els béns més rellevants del patrimoni cultural català, tant mobles com immobles, han d'ésser declarats d'interès nacional, i es troben classificats en: 
- Monument històric: construcció o altra obra material produïda per l'activitat humana que configura una unitat singular.
- Conjunt històric: agrupament de béns immobles, continu o dispers, que constitueix una unitat coherent i delimitable amb entitat pròpia, encara que cadascun individualment no tingui valors rellevants.
- Jardí històric: espai delimitat que és fruit de l'ordenació per l'home d'elements naturals i que pot incloure estructures de fàbrica.
- Lloc històric: paratge natural on es produeix un agrupament de béns immobles que fan part d'una unitat coherent per raons històriques i culturals a la qual es vinculen esdeveniments o records del passat, o que contenen obres de l'home amb valors històrics o tècnics.
- Zona d'interès etnològic: conjunt de vestigis, que poden incloure intervencions en el paisatge natural, edificis i instal·lacions, que contenen en llur si elements constitutius del patrimoni etnològic de Catalunya.
- Zona arqueològica: lloc on hi ha restes de la intervenció humana que solament és susceptible d'ésser estudiat en profunditat amb la metodologia arqueològica, tant si es troba en la superfície com si es troba en el subsòl o sota les aigües.
- Zona paleontològica: lloc on hi ha vestigis fossilitzats que constitueixen una unitat coherent i amb entitat pròpia, encara que cadascun individualment no tingui valors rellevants.

Els béns mobles poden ésser declarats d'interès nacional singularment o com a col·lecció.

## Exemples

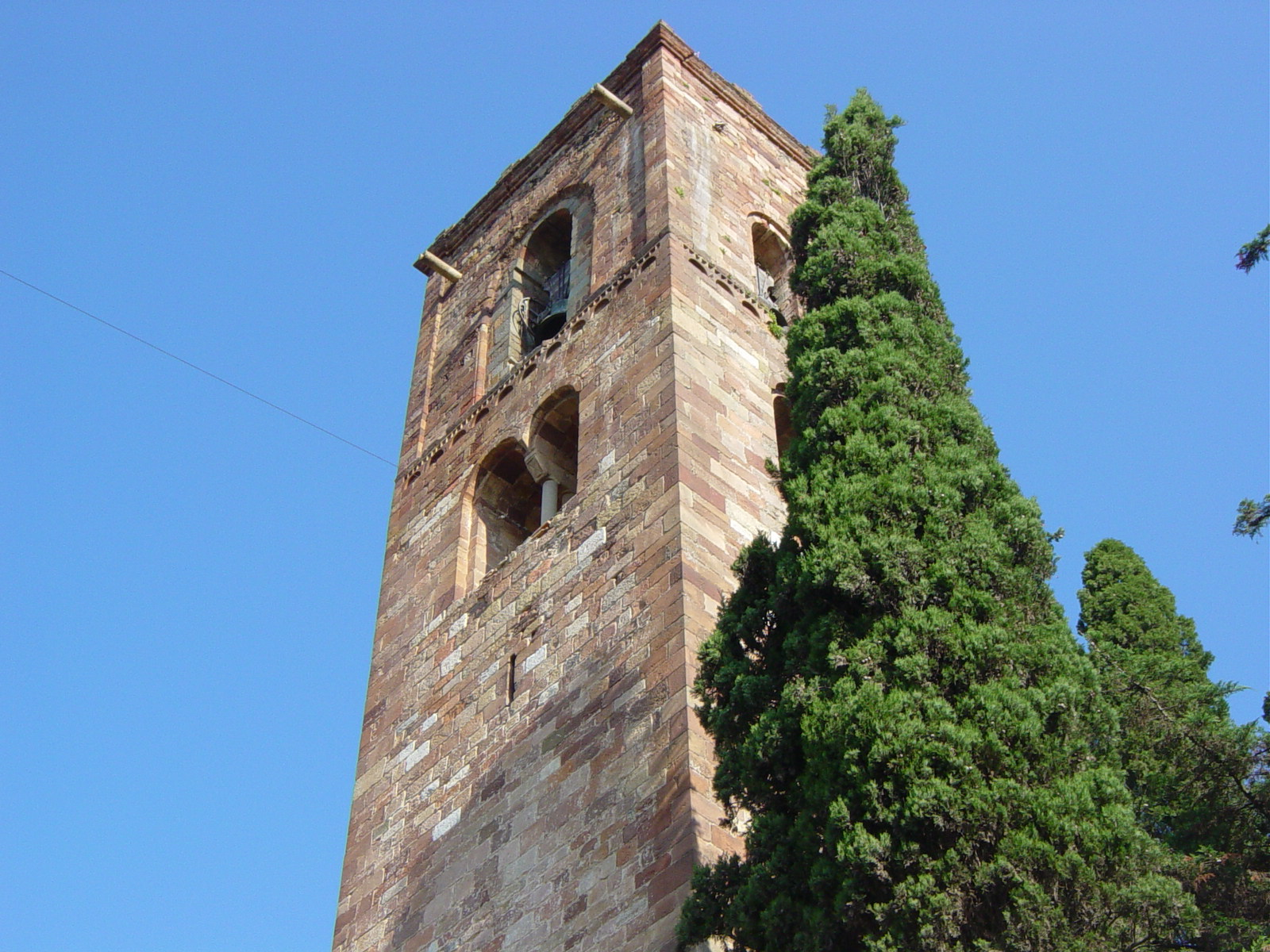
La Força de Vilamajor, a Sant Pere de Vilamajor, segle XI

- Àliga i Drac de La Bisbal d'Empordà
- Castell de Ciutadilla
- Castell de Montsoriu
- Poblat ibèric del Molí d'Espígol de Tornabous
- Els Vilars (Arbeca)
- Amfiteatre de Tarragona
- Castell de Palau-sator
- Cartoixa d'Escaladei
- Santa Maria de l'Estany
- Monestir de Sant Esteve de Banyoles
- Baetulo
- Castell de Vilamajor
- Castell de Finestres (Ultramort)
- Castell d'Esclanyà
- Ciutat ibèrica d'Ullastret
- Sant Pere de Graudescales
- Aqüeducte de les Ferreres
- Castell de Sant Marçal
- Fàbrica Casaramona
- Fàbrica de Ciment Asland
- Muralles romanes de Tarragona
- Nucli antic d'Hostalric i el Castell-Fortalesa
- Església de la Nativitat de Durro
- Vil·la romana de Can Terrers[2]
- La Roca (Vilallonga de Ter)
- Les cases modernistes de la mansana Raspall: la Casa Barbey, la Torre Iris, la Casa Antoni Barraquer i la Bombonera.
- Santuari del Miracle
- Església dels Sants Just i Pastor de Barcelona
- Pailebot Santa Eulàlia
- Núcli antic de Santa Coloma de Queralt
- Mines Prehistòriques de Gavà
- Filandón
- Barri de les Adoberies, Vic
- Vapor Aymerich, Amat i Jover, de Terrassa